# Laoag
Laoag è una città componente delle Filippine, capoluogo della Provincia di Ilocos Norte, nella Regione di Ilocos.
Laoag è formata da 80 baranggay:
- Apaya
- Araniw
- Bacsil North
- Bacsil South
- Balacad
- Balatong
- Barit-Pandan
- Bengcag
- Buttong
- Caaoacan
- Cabungaan North
- Cabungaan South
- Calayab
- Camangaan
- Casili
- Cataban
- Cavit
- Darayday
- Dibua North
- Dibua South
- Gabu Norte East
- Gabu Norte West
- Gabu Sur
- La Paz East (Bgy. No. 32-A)
- La Paz East (Bgy. No. 32-C)
- La Paz Proper (Bgy. No. 33-A)
- La Paz Proper (Bgy. No. 33-B)
- La Paz West
- Lagui-Sail
- Lataag
- Madiladig
- Mangato East
- Mangato West
- Nalbo
- Nangalisan East
- Nangalisan West
- Navotas North
- Navotas South
- Nstra. Sra. De Consolacion (Pob.)
- Nstra. Sra. De Natividad (Pob. Bgy. No. 7-A)

- Nstra. Sra. De Natividad (Pob. Bgy. No. 7-B)
- Nstra. Sra. De Soledad (Pob.)
- Nstra. Sra. De Visitacion (Pob.)
- Nstra. Sra. Del Rosario (Pob.)
- Pila
- Raraburan
- Rioeng
- Salet-Bulangon
- San Agustin (Pob.)
- San Andres (Pob.)
- San Bernardo (Pob.)
- San Francisco (Pob.)
- San Guillermo (Pob. Bgy. No. 4)
- San Guillermo (Pob. Bgy No. 15)
- San Isidro (Pob.)
- San Jacinto (Pob.)
- San Jose (Pob.)
- San Lorenzo (Pob.)
- San Marcelino (Pob.)
- San Mateo
- San Matias (Pob.)
- San Miguel (Pob.)
- San Pedro (Pob. Bgy. No. 5)
- San Pedro (Pob. Bgy. No. 21)
- San Quirino (Pob.)
- San Vicente (Pob.)
- Santa Angela (Pob.)
- Santa Balbina (Pob.)
- Santa Cayetana (Pob.)
- Santa Joaquina (Pob.)
- Santa Marcela (Pob.)
- Santa Maria
- Santa Rosa
- Santo Tomas (Pob. Bgy. No. 14)
- Santo Tomas (Pob. Bgy. No. 29)
- Suyo
- Talingaan
- Tangid
- Vira
- Zamboanga